# Montcorbon
Montcorbon – miejscowość i dawna gmina we Francji, w Regionie Centralnym, w departamencie Loiret. W 2013 roku jej populacja wynosiła 475 mieszkańców. 
W dniu 1 stycznia 2016 roku z połączenia dwóch ówczesnych gmin – Douchy oraz Montcorbon – utworzono nową gminę Douchy-Montcorbon. Siedzibą gminy została miejscowość Douchy. 